# Fayetteville (Arkansas)
Fayetteville es la ciudad más grande y la sede del condado de Washington, Arkansas, Estados Unidos. De acuerdo con estimados de 2006 de la Oficina del Censo de los Estados Unidos, la población de Fayetteville era de 68.726. Es la tercera ciudad con más habitantes en Arkansas. Además, alberga la Universidad de Arkansas. Es una de las ciudades principales del área metropolitana de Fayetteville-Springdale-Rogers, la cual tiene un población de 420.876. Es conocida como la "Capital Mundial del Atletismo" por albergar el programa de atletismo de la Universidad de Arkansas, el cual ha ganado 42 campeonatos nacionales.

## Geografía
Fayetteville se localiza a 36°4′35″N 94°9′39″O / 36.07639, -94.16083. Según la Oficina del Censo de los Estados Unidos, la ciudad tiene un área de 115,3 km², de los cuales 112,5  km² corresponde a tierra y 2,8 km² a agua (2,40%). La ciudad se encuentra en la meseta de Ozark.

## Demografía
Para el censo de 2000, había 58.047 personas, 23.798 hogares y 12.136 familias en la ciudad. La densidad de población era 516,1 hab/km². Había 25.467 viviendas para una densidad promedio de 226,4 por kilómetro cuadrado. De la población 86,50% eran blancos, 5,11% afroamericanos, 1,26% amerindios, 2,56% asiáticos, 0,16% isleños del Pacífico, 1,99% de otras razas y 2,42% de dos o más razas. 4,86% de la población eran hispanos o latinos de cualquier raza.
Fayetteville fue la segunda ciudad con mejor educación en Arkansas (después de Maumelle) en el censo. 44,8% de las personas mayores de 25 años tenían un título profesional y 41,2% poseían un título de bachillerato o un grado más alto. Sin embargo, la ciudad tuvo el mayor porcentaje en el estado de adultos con maestría, doctorados o grados profesionales (17,9%).
Se contaron 23.798 hogares, de los cuales 25,5% tenían niños menores de 18 años, 37,7% eran parejas casadas viviendo juntos, 9,6% tenían una mujer como cabeza del hogar sin marido presente y 49,0% eran hogares no familiares. 34,0% de los hogares eran un solo miembro y 5,7% tenían alguien mayor de 65 años viviendo solo. La cantidad de miembros promedio por hogar era de 2,21 y el tamaño promedio de familia era de 2,91.
En la ciudad la población está distribuida en 19,9% menores de 18 años, 25,7% entre 18 y 24, 29,9% entre 25 y 44, 15,8% entre 45 y 64 y 8,7% tenían 65 o más años. La edad media fue 27 años. Por cada 100 mujeres había 103,0 varones. Por cada 100 mujeres mayores de 18 años había 101,9 varones.
El ingreso medio para un hogar en la ciudad fue de $31.345 y el ingreso medio para una familia $45.074. Los hombres tuvieron un ingreso promedio de $30.069 contra $22.693 de las mujeres. El ingreso per cápita de la ciudad fue de $18.311. Cerca de 11,4% de las familias y 19,9% de la población estaban por debajo de la línea de pobreza, 19,7% de los cuales eran menores de 18 años y 9,1% mayores de 65.

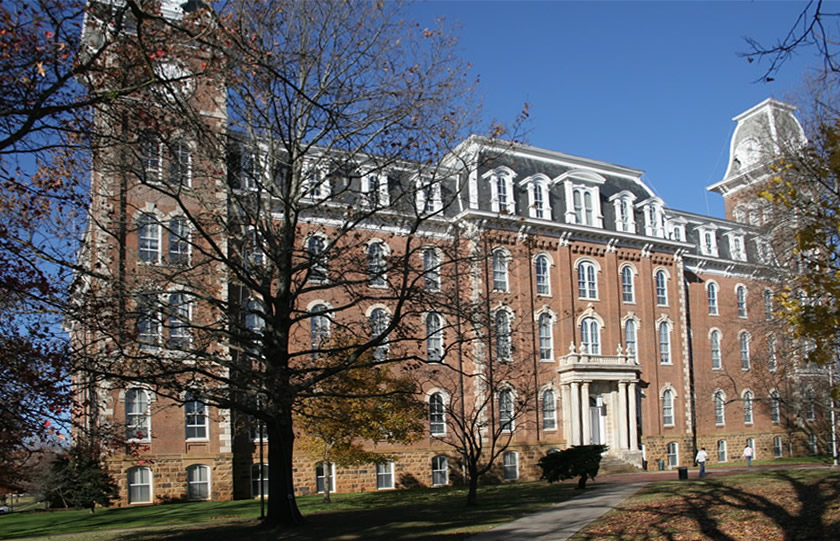
Old Main, el edificio más antiguo de la Universidad de Arkansas.

## Aeropuerto
El Aeropuerto Regional Northwest Arkansas en Highfill sirve a Fayetteville y a la mayor parte del noroeste de Arkansas.

## Nativos y residentes locales
- Ronnie Brewer, jugador de baloncesto
- Veronica Campbell, atleta jamaiquina
- Mike Conley, atleta
- Mike Conley, Jr., jugador de baloncesto
- Alistair Cragg, atleta irlandés
- John Daly, golfista
- Bill Fagerbakke, actor
- J. William Fulbright, senador
- Ellen Gilchrist, escritora
- Donald Harington, escritor
- George Johnson, escritor
- Darren McFadden, jugador de fútbol americano
- Mark Pryor, político
- Billy Ray Smith, jugador de fútbol americano
- Wallace Spearmon, atleta
- Edward Durell Stone, arquitecto
- John Edward Williams, escritor
- Miller Williams, poeta
- Donald Roller Wilson, artista
- Jason Moore, director de teatro y televisión